# Чемпионат Европы по настольному теннису 1980
12-й Чемпионат Европы по настольному теннису проходил с 5 по 13 марта 1980 года в Берне (Швейцария).

## Медалисты

### Мужчины
| Разряд               | Золото                                                                                      | Серебро                                                                                 | Бронза                                                    |
| -------------------- | ------------------------------------------------------------------------------------------- | --------------------------------------------------------------------------------------- | --------------------------------------------------------- |
| Одиночный разряд     | Джон Хилтон                                                                                 | Йозеф Дворачек                                                                          | Стеллан Бернгстон                                         |
| Одиночный разряд     | Джон Хилтон                                                                                 | Йозеф Дворачек                                                                          | Жак Секретен                                              |
| Парный разряд        | Жак Секретен Патрик Бирошо                                                                  | Драгутин Шурбек Антун Стипанчич                                                         | Габор Гергей Милан Орловский                              |
| Парный разряд        | Жак Секретен Патрик Бирошо                                                                  | Драгутин Шурбек Антун Стипанчич                                                         | Габор Гергей Иштван Йоньер                                |
| Командное первенство | Швеция · Ульф Карлссон · Стеллан Бернгстон · Ульф Торселль · Эрик Линд · Микаэль Аппельгрен | ФРГ · Петер Штелльваг · Энгельберт Хюбинг · Вильфрид Лик · Йохен Ляйс · Хайнрих Ламмерс | Англия · Десмонд Дуглас · Пол Дэй · Пол Дэй · Джон Хилтон |

### Женщины
| Разряд               | Золото                                                                        | Серебро                                                              | Бронза                                                  |
| -------------------- | ----------------------------------------------------------------------------- | -------------------------------------------------------------------- | ------------------------------------------------------- |
| Одиночный разряд     | Валентина Попова                                                              | Гордана Перкучин                                                     | Илона Угликова                                          |
| Одиночный разряд     | Валентина Попова                                                              | Гордана Перкучин                                                     | Беттине Вризекоп                                        |
| Парный разряд        | Нарине Антонян Валентина Попова                                               | Мария Александру Лиана Масеан                                        | Иоланта Шатко Малгожата Урбанска                        |
| Парный разряд        | Нарине Антонян Валентина Попова                                               | Мария Александру Лиана Масеан                                        | Джилл Хаммерсли Линда Джарвис                           |
| Командное первенство | СССР · Нарине Антонян · Валентина Попова · Людмила Бакшутова · Флюра Булатова | Венгрия · Юдит Магош · Беатрикс Кишхази · Габриэлла Сабо · Жужа Олах | Румыния · Мария Александру · Эва Ференци · Лиана Масеан |

### Микст
| Разряд           | Золото                         | Серебро                      | Бронза                            |
| ---------------- | ------------------------------ | ---------------------------- | --------------------------------- |
| Смешанный разряд | Милан Орловский Илона Угликова | Десмонд Дуглас Линда Джарвис | Антун Стипанчич Эржебет Палатинуш |
| Смешанный разряд | Милан Орловский Илона Угликова | Десмонд Дуглас Линда Джарвис | Иштван Йоньер Габриэлла Сабо      |